# Kinder des Himmels (Album)
Kinder des Himmels ist das Debütalbum des österreichischen Rappers Nazar.

## Hintergrund
Nachdem sich seine im Internet veröffentlichten Songs schnell verbreiteten, nahm Nazar ein Album auf. Dem Release gingen die Singles Streetfighter Part 2 und Kinder des Himmels voraus. Um den Dreh des dazugehörigen Videos möglich zu machen, sperrte man einen Teil des 10. Wiener Gemeindebezirks Favoriten für mehrere Stunden ab.
Für das Album wurden bereits bekannte Produzenten und Gastmusiker ausgewählt. Für die Beats sorgten RAF Camora, Woroc und Tobstarr. Ein Song ist von Nazar selbst produziert worden. Außerdem wurden für das Album Kooperationen mit MC Bogy, Deso Dogg und Godsilla gestartet. Des Weiteren bekam Nazar Unterstützung von seinen Label-Partnern Emirez und Ezai. Aufgenommen wurde das Album in Berlin, der ursprüngliche Veröffentlichungstermin Anfang Mai 2008 konnte aufgrund der Festnahme des Mitproduzenten Ezai nicht eingehalten werden. Für Werbezwecke ließ Nazar den Linzer Rapper Chakuza in den ersten 20 Sekunden des Songs Kinder des Himmels rappen.
Im Vorfeld hatte Nazar selbst bereits für Aufregung gesorgt, da er wegen Raubverdachts für vier Wochen in U-Haft saß. Es folgte auch Kritik an Nazars musikalischem Stil, Behauptungen besagten, er hielte sich zu sehr an den deutsch-tunesischen Hip-Hop-Musiker Bushido.
In einigen Songs wird mehrmals Nazars schwierige Jugend in Wien-Favoriten beschrieben.

## Titelliste
1. Intro (produziert von Tobstarr & RAF Camora)
2. Auferstehung (produziert von RAF Camora)
3. Kinder des Himmels (produziert von Beatzarre)
4. Knock Out (produziert von Beatzarre)
5. Fremd im eigenen Land (produziert von Beatzarre)
6. ILM am Assphalt (feat. Godsilla) (produziert von Beatzarre)
7. Herrscher des Feuers (produziert von Beatzarre)
8. Fahrt in die Hölle (feat. Tarééc) (produziert von Beatlefield)
9. Schnelles Geld (feat. RAF Camora) (produziert von Woroc)
10. Reue (produziert von Beatzarre)
11. Für sein Team (feat. Emirez) (produziert von Beatzarre)
12. Hip Hop Hooligan (feat. Ezai) (produziert von Beatzarre)
13. 3 Leben 2 Städte (feat. Deso Dogg & MC Bogy) (produziert von Beatzarre)
14. Streetfighter Part 2 Remix (produziert von Beatlefield)
15. Wenn es Nacht wird (feat. Jonesmann) (produziert von Beatzarre)
16. Outro (produziert von Nazar)